# Перуанско-французские отношения
Французско-перуанские отношения — двусторонние дипломатические отношения между Францией и Перу.
Обе нации являются членами ООН и ВТО.

## История
Французские моряки начали посещать Перу с торговыми миссиями в Азии и остановились в Перу, начиная с 1700-х годов. После того, как Перу объявило о своей независимости от Испании в 1821 году, французские мигранты начали иммигрировать в Перу. К 1825 году в Перу жила небольшая французская община, насчитывающая 300 человек. В 1826 году Франция и Перу установили дипломатические отношения. К 1876 году в Перу проживало 2658 французских граждан. Многие из французских мигрантов в Перу были ремесленниками, торговцами и рабочими. Многие из них происходят с юга Франции возле Пиренеев.
Во время Второй мировой войны Перу оставался нейтральным для большей части войны. Перу разорвало дипломатические отношения с Виши Францией в январе 1943 года после операции «Факел» и правительства Перу поддержали дипломатические отношения с правительством Свободной Франции в изгнании генерала Шарля де Голля. После войны обе страны вновь установили дипломатические отношения.
В феврале 1960 года президент Перу Мануэль Прадо-и-Угартече совершил трёхдневный официальный визит во Францию . В 1964 году президент Франции Шарль де Голль посетил Перу с официальным визитом. В 1973 году Перу разорвало дипломатические отношения с Францией в знак протеста против французских ядерных испытаний в южной части Тихого океана. Разрыв продолжался до 1975 года.
С момента восстановления дипломатических отношений между двумя странами было несколько визитов на высшем уровне между лидерами обеих стран. Перуанцы французского происхождения составляют третье по величине сообщество европейского происхождения в Перу. В то же время во Франции проживает значительное число граждан Перу.

## Государственные визиты
Визиты президента Франции в Перу
- Президент Шарль де Голль (1964)
- Президент Франсуа Миттеран (1987)
- Президент Франсуа Олланд (2016)

Визиты президента Перу во Францию
- Президент Мануэль Прадо-и-Угартече (1960)
- Президент Альберто Фухимори (1991)
- Президент Алехандро Толедо (2001, 2003)
- Президент Ольянта Умала (2012, 2013, 2014, 2015)
- Президент Педро Пабло Кучински (2017)

## Двусторонние отношения
Обе страны подписали несколько двусторонних соглашений, такие как:
- «Соглашение о культурном, научном и техническом сотрудничестве» (1972)
- «Соглашение о финансовом сотрудничестве» (1975)
- «Соглашение о судебной помощи по уголовным делам» (2012 год)
- «Соглашение о транспортном сотрудничестве» (2013 г.)
- «Соглашение об экстрадиции» (2013 год)
- «Соглашение об оборонном сотрудничестве» (2013 г.)
- «Соглашение о приобретении правительством Перу оптической спутниковой системы для наблюдения симметричного разрешения Земли» (2014 г.)
- «Соглашение о сотрудничестве в области образования» (2013)
- «Соглашение о визе на рабочий отпуск» (2018)[10][11].

## Транспорт
Между Лимой и Парижем есть прямые рейсы Air France.

## Торговля
В 2012 году Перу (наряду с Колумбией) подписало соглашение о свободной торговле с Европейским союзом (в который входит Франция). В 2015 году товарооборот между Францией и Перу составил 680 миллионов евро. Основной экспорт Франции в Перу включает: механическое оборудование, электрическое, электронное и ИТ-оборудование, а также другие промышленные товары. Основной экспорт Перу во Францию включает: сельскохозяйственную продукцию, лесозаготовки, продукцию рыболовства и аквакультуры, а также природный газ. Перу является 93 крупнейшим торговым партнёром Франции в мире и 8-м крупнейшим торговым партнёром в Латинской Америке.

## Дипломатические миссии
- Посольство Франции в Лиме
- Посольство Перу в Париже

- У Франции есть посольство в Лиме[14].
- У Перу есть посольство в Париже[15].